# Bolobo (stad)
Bolobo is een stad in de Democratische Republiek Congo in de provincie Mai-Ndombe. Bolobo telde volgens de laatste census in 1984 15.041 inwoners en in 2004 naar schatting 27.000 inwoners. Bolobo is het administratief centrum van het gelijknamig territorium.
De stad ligt aan de Congostroom.